# شهرستان سرباز
شهرستان سَرباز یکی از شهرستان‌های استان سیستان و بلوچستان ایران است. مرکز این شهرستان، شهر سرباز است.
این شهرستان در تاریخ ۱۳ آذر ۱۳۹۸ از شهرستان راسک جدا شد و مستقل شد.

## موقعیت جغرافیایی
شهرستان سرباز از شمال شرقی تا شرق با شهرستان مهرستان، از شمال غربی با شهرستان ایرانشهر، از جنوب شرقی با شهرستان راسک، از جنوب غربی با شهرستان قصرقند و از غرب با شهرستان نیک‌شهر همسایه است.

## وجه تسمیه

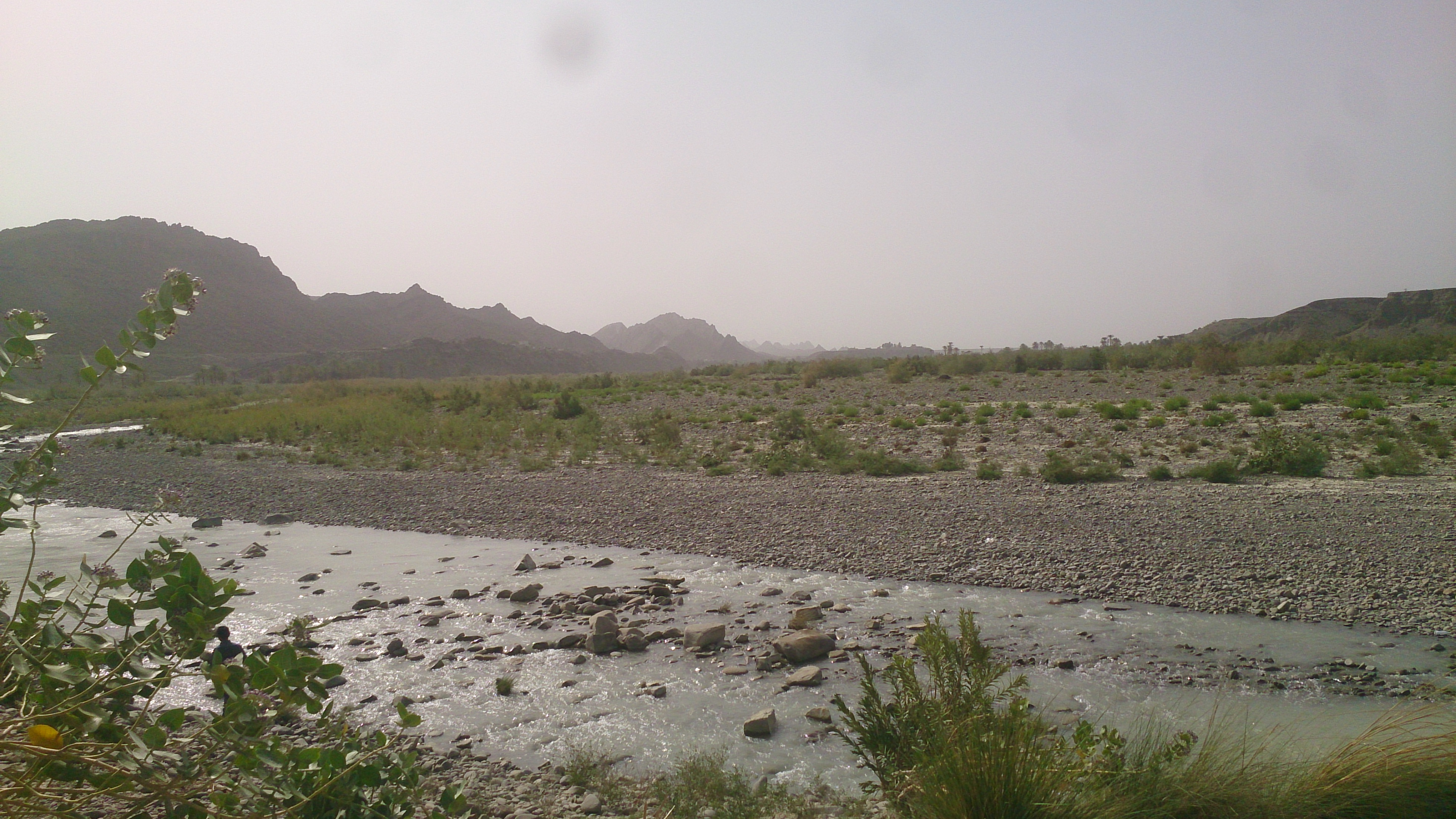
رودخانه سرباز

سرباز از دو واژهٔ بلوچی سَر به معنای سَر یا بالادست و باز به معنای زیاد ساخته شده‌است؛ دلیل نامگذاری رودخانه سرباز، داشتن بالادستی بسیار برای این رودخانه هست.
از بالادستی‌های مهم این رودخانه می‌توان سرکور، گوَیمرک، جژان و کیشکور را نام برد.

## تقسیمات کشوری
شهرستان سرباز دارای ۴ بخش، ۸ دهستان و ۱ شهر به شرح زیر است:

### شهرستان سرباز
| نام بخش | مرکز بخش  | جمعیت بخش ۱۳۹۵ | نام دهستان | مرکز دهستان | جمعیت دهستان ۱۳۹۵ | شهر              | جمعیت شهر ۱۳۹۵   |
| ------- | --------- | -------------- | ---------- | ----------- | ----------------- | ---------------- | ---------------- |
| مرکزی   | سرباز     | ۴۷٬۳۸۲ نفر     | سرباز      | کچدر        | ۲۸٬۳۰۶ نفر        | سرباز            | ۲٬۰۲۰ نفر        |
| مرکزی   | سرباز     | ۴۷٬۳۸۲ نفر     | سرکور      | مچ کور      | ۱۷٬۰۵۶ نفر        | سرباز            | ۲٬۰۲۰ نفر        |
| مینان   | باتک      | ۱۸٬۷۳۳ نفر     | مینان      | باتک        | ۱۴٬۴۰۵ نفر        | **************** | **************** |
| مینان   | باتک      | ۱۸٬۷۳۳ نفر     | کزور       | کزور        | ۴٬۳۲۸ نفر         | **************** | **************** |
| نسکند   | نسکند     | ۱۳٬۸۸۳ نفر     | نسکند      | نسکند       | ۸٬۸۳۵ نفر         | **************** | **************** |
| نسکند   | نسکند     | ۱۳٬۸۸۳ نفر     | بلوچی      | کافه بلوچی  | ۵٬۰۴۸ نفر         | **************** | **************** |
| کیشکور  | رئیس آباد | ۱۱٬۲۷۶ نفر     | کیشکور     | رئیس آباد   | ۷٬۶۷۷ نفر         | **************** | **************** |
| کیشکور  | رئیس آباد | ۱۱٬۲۷۶ نفر     | مچان       | مچان        | ۳٬۵۹۹ نفر         | **************** | **************** |

## جمعیت
جمعیت شهرستان سرباز براساس سرشماری عمومی نفوس و مسکن در سال ۱۳۹۵ برابر با ۹۱٬۲۷۴ نفر بوده‌است.

## محصولات
شهر سرباز مرکز این شهرستان با هوایی خنک بعضاً با بارندگی سیل‌آسای یا سرما در محدوده تفتان رو به رو است. کاشت و تولید انواع محصولات کشاورزی گرمسیری، نیمه گرمسیری و سردسیری چون موز، انبه، پاپایا، مرکبات، سیب، آلو، انار، زردآلو و انگور و غیره در این شهرستان امکان‌پذیر است.